# Via delle Volte
(Giorgio Bassani, Il giardino dei Finzi-Contini)
Via delle Volte si trova nel centro medievale di Ferrara. Inizia ad ovest da corso Porta Reno (proseguendo il tracciato di via Capo delle Volte) e si conclude ad est arrivando a via Giuoco del Pallone (l'antico tracciato che la faceva continuare con via Coperta è interrotto).

## Storia
Gli archi che la caratterizzano risalgono soprattutto ai secoli XIII e XIV ma il suo tracciato quasi rettilineo risale al più antico sviluppo urbano che costeggiava l'antico corso del Po prima che deviasse nel 1152. Un tempo non molto lontano era nota anche come la via delle prostitute, e alcuni detti popolari ancora vi fanno riferimento. Di questa sua antica storia non è rimasto nulla ma vi aleggia ancora una certa atmosfera che la ricorda. La via scorre parallela a via Carlo Mayr ed a questa è unita da molti passaggi.
La via è stata restaurata in molti suoi tratti ed è pavimentata da un rustico acciottolato in pietre di fiume, tipico della città medievale.

### Il nome
Il suo nome le viene dai numerosi archi e passaggi sospesi che la attraversano.